# Jan Kotrč

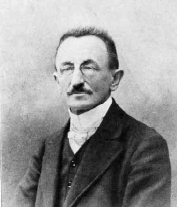
Jan Kotrč

Jan Kotrč (auch Johann Kotrč) (* 23. August 1862 in Bielitz; † 17. Oktober 1943 in Vlachovo Březí) war ein tschechischer Schachspieler, Schachkomponist und Publizist.

## Turniere
Hinter Jan Kvicala belegte er einen geteilten 2. Platz zusammen mit Karel Traxler in Prag 1891 beim 3. Kongress des Böhmischen Schachbundes, geteilter 4.–6. in Dresden 1892 beim 7. Kongress des Deutschen Schachbundes im Hauptturnier A, das Paul Lipke gewann. Er errang einen Matchsieg gegen Josef Kvicala (+3 =2 −0) in Prag 1893 sowie den 8. Platz in Wien 1899/1900 beim Kolisch-Gedenkturnier (Sieger war Géza Maróczy).

## Publizist
Im Jahr 1884 gab Kotrč Šach-Mat, die erste tschechische Schachzeitung, heraus und ab 1896 zusammen mit seinem Schwager Karel Traxler České listy šachové. Ab 1882 leitete er einen Schachverein, der in der Jedličkova-Kaffeestube in Prag sein Domizil hatte. 1899 gründete Kotrč in den Národní listy die erste Schachecke in einer tschechischen Tageszeitung und führte sie bis zum Jahre 1900.
Kotrč übersiedelte 1903 nach Wien und arbeitete dort die letzten vier Jahrzehnte seines Lebens als Zeitungsredakteur. In der Zwischenkriegszeit gab er die Wiener Arbeiter-Schachzeitung heraus, heutzutage eine bibliophile Seltenheit.

## Schachkomposition
Jan Kotrč war einer der führenden tschechischen Schachkomponisten. Er war ein Vertreter der Böhmischen Schule.
|   | a | b | c | d | e | f | g | h |   |
| 8 |   |   |   |   |   |   |   |   | 8 |
| 7 |   |   |   |   |   |   |   |   | 7 |
| 6 |   |   |   |   |   |   |   |   | 6 |
| 5 |   |   |   |   |   |   |   |   | 5 |
| 4 |   |   |   |   |   |   |   |   | 4 |
| 3 |   |   |   |   |   |   |   |   | 3 |
| 2 |   |   |   |   |   |   |   |   | 2 |
| 1 |   |   |   |   |   |   |   |   | 1 |
|   | a | b | c | d | e | f | g | h |   |

Lösung:

1. Ke4–d4! droht 2. Tg2–e2 nebst 3. Te2–e8 Mustermatt

1. … Sb2–d1(3) 2. Tg2–a2 nebst 3. Ta2–a8 Mustermatt

1. … Sb2–c4 2. Tb7–b1 nebst 3. Tb1–h1 Mustermatt

## Werke
- Kotrč, Jan; Traxler, Karel: Schachprobleme aus den Jahren 1884–1910. Wien 1910.
- Kotrč, Jan: Hra v šachy. 1911
- Kotrč, Jan: Lehrbuch des Schachspiels. 1920
- Kotrč, Jan: Das Schachspiel. 1926
- Kotrč, Jan: Eröffnungen in der modernen Schachpartie. 1934